# 克里斯·凱爾
克里斯多夫·斯考特·凱爾（英語：Christopher Scott Kyle，1974年4月8日—2013年2月2日），小名克里斯·凱爾（Chris Kyle），生於美國德州敖德薩，前美國海軍海豹部隊士官，退役位階為海軍三等士官長（Chief Petty Officer），曾獲1枚銀星勳章與4枚銅星勳章。在海豹部隊服役期間，曾派駐伊拉克10年，他宣稱在此期間曾射殺255名敵軍，由五角大廈提供的確定的官方記錄則為160名，為美軍史上確認狙擊人數記錄最高者，最遠狙擊射程達1,920（1.19英里），超越阿岱伯特·渥頓（Adelbert F. Waldron III），被認為是美國軍事史上最致命的狙擊手。他在2009年退役，2013年2月2日在德州射擊場遭谋杀身亡。

## 生平
克里斯·凱爾生於德州敖德薩，他的父親是一名主日學的教師，以及教會執事。在他八歲的時候，他父親送他第一把步槍。他曾是一名牛仔與專業的騎野牛選手。凱爾從小喜歡打獵，經常拿著父親買給他的步槍和獵槍去打獵鹿或者野雞。入伍前，他便在打獵方面發現了自己的狙擊能力。

### 服役生涯
他獲選進入美國海軍海豹部隊，成為了最優秀的神槍手。作為狙擊手，第一次扣動扳機奪取別人生命時，克里斯·凱爾面對的是一名企圖用手榴彈襲擊美國海軍陸戰隊的女人。首次開槍時，凱爾有些猶豫。但在接下來的4個服役期中，凱爾學會了如何阻止猶豫，立即射擊。
1999年至2009年，克里斯·凱爾共成功狙擊255人，其中五角大廈承認的有160人，但這不妨礙凱爾成爲美國歷史上狙殺敵人最多的狙擊手。
在費盧傑的一次戰鬥中，海軍陸戰隊面對上千的武裝分子，陷入艱苦的巷戰，在這次戰役中，凱爾一個人就獵殺40人。
2008年，凱爾到薩德爾城外執行任務，他看到2100碼（約1920米）外一個武裝分子正扛著火箭發射器靠近一支美軍車隊，凱爾立刻除掉了該武裝分子。
服役期間，他曾被射倒兩次，但凱爾都挺了過來，並被隊友譽為不死的神槍手。

### 退役
2009年，克里斯·凱爾服役10年後退役，原因是“為了挽救婚姻”。隨後，凱爾成立一家企業，專門提供軍事及執法型狙擊手的訓練。
2012年1月3日，出版自傳《美國狙擊手》（American Sniper），很快登上《紐約時報》暢銷書排行榜。

### 去世
2013年2月2日，經退伍軍人協會轉介認識，凱爾與其舊同袍Chad Littlefield（1977年2月11日-2013年2月2日）到其居住地附近一靶場，輔導一名退役海軍陸戰隊成員Eddie Ray Routh（1987年9月30日-），此人罹患嚴重憂鬱症及創傷後心理壓力緊張症候群。凱爾與同袍雙雙遭其槍殺，行兇動機至今未明。殺手於犯案後數小時內被警方拘捕，案件並於2015年2月24日於州法院開庭審理，殺手被判無期徒刑。

## 衍生作品

### 電影
由《醉後大丈夫》的買下其自傳《美國狙擊手：美國軍事史上最致命狙擊手的自傳》改編權，並邀請編劇撰寫影片劇本，以及由導演史蒂芬·史匹柏拍攝傳記電影，電影預計2014年初開拍，2015年上映。2013年8月，因預算爭議，史蒂芬·史匹柏退出電影執導一職。其後導演由克林·伊斯威特擔任。